# ジェイムズ・ブルース (第8代エルギン伯爵)
第8代エルギン伯爵および第12代キンカーディン伯爵ジェイムズ・ブルース（英: James Bruce, 8th Earl of Elgin and 12th Earl of Kincardine, KT, GCB, KSI, PC、1811年7月20日 - 1863年11月20日）は、イギリスの政治家、植民地行政官、外交官。スコットランド貴族エルギン伯爵ブルース家に生まれ、1841年にサウサンプトン選挙区選出の庶民院議員として政界入り。同年爵位を継承。1842年に植民地行政官に転じ、ジャマイカ総督(在職1842年-1846年)、ついで連合カナダ植民地総督(在職1847年-1854年)に就任した。1849年に連合王国貴族エルギン男爵に叙され、貴族院議員に列する。1857年には特命全権使節として中国へ派遣され、アロー戦争で英軍を指揮して清軍を撃破し、1858年に天津へ進撃して天津条約を締結。その直後に日本にも軍艦を率いて現れ日英修好通商条約を締結した。1859年に英国に帰国した際に第2次パーマストン子爵内閣の郵政長官に就任したが、1860年のアロー戦争再戦で再び特命全権使節として中国へ派遣されて英軍の指揮を執った。清軍を破って北京を占領した後、北京条約の締結を行った。1862年にインド副王兼総督に就任したが、在任中の1863年にインドで死去した。

## 経歴

### 生い立ち
1811年7月20日、スコットランド貴族で外交官の第7代エルギン伯爵・第11代キンカーディン伯爵トマス・ブルースと、その2人目の妻メアリ（旧姓オズヴァルド）の間に第1子として生まれる。イートン・カレッジを経てオックスフォード大学クライスト・チャーチで学ぶ。イートン校で後の首相ウィリアム・グラッドストンと出会い、二人は生涯の友人となった。
大学を優秀な成績で卒業した後、地元ファイフに帰り父の借金の処理にあたった。政治家を志し、1834年には『英国選挙民への書簡』を発表し、人気が下降していた保守党党首の初代ウェリントン公爵アーサー・ウェルズリー擁護論を展開した。

### 議会入り
1839年にファイフ選挙区から庶民院議員選挙に出馬するも落選。しかし1841年の総選挙でハンプシャー州のサウサンプトン選挙区から当選し、独立会派の庶民院議員となった。
1840年に異母兄ジョージが死去したため、エルギン伯爵位の法定推定相続人となり、翌年11月14日に父が死去したことで爵位を継承した。継承した爵位は全てスコットランド貴族だったのでこの継承で貴族院議員に転じることはなかった。

### ジャマイカ総督
1842年には保守党政権の陸軍・植民地大臣のスタンリー卿エドワード・スミス＝スタンリーの要請を受け入れて庶民院議員を辞してジャマイカ総督に就任した。
スコットランド啓蒙主義を掲げてジャマイカ統治に臨み、ジャマイカの近代化・市民社会化を目指した。スコットランドから導入した手法、例えば農業促進協会を設置しての新農業の普及、聖書や訓育書の学習の普及、職業技術向上のための職業訓練学校の創設、西インド諸島全域の行政機構の効率化などに努めた。黒人奴隷解放後の混乱する社会情勢の中、公正な態度により白人植民者からも黒人からも広く尊敬される総督となった。
1846年に帰国。ホイッグ党政権の陸軍・植民地大臣第3代グレイ伯爵ヘンリー・グレイからジャマイカ総督再任を要請されたが断った。

### カナダ総督

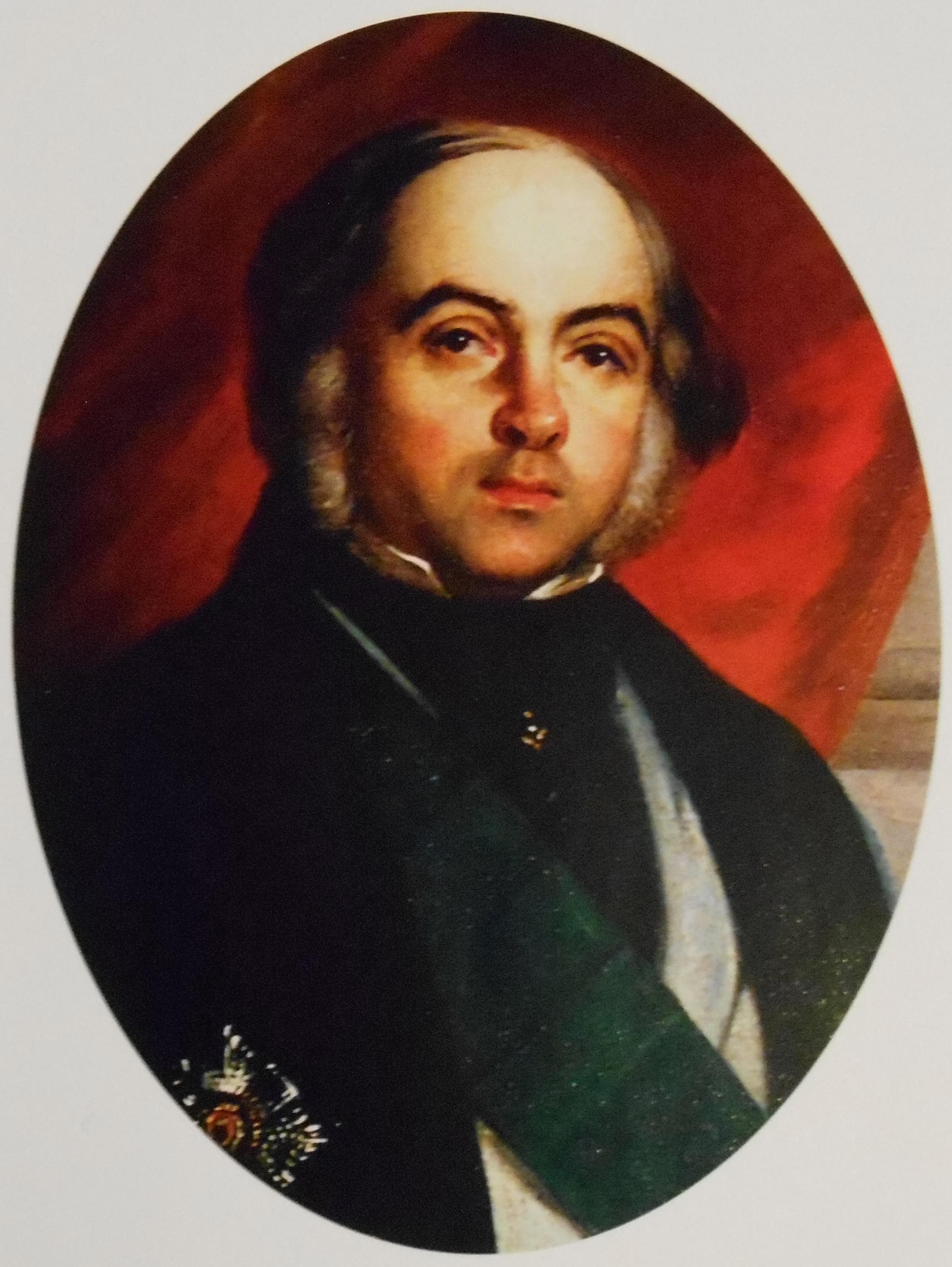
1849年に描かれたエルギン伯の肖像

ホイッグ党政権からも高く評価されていたため、1847年1月には連合カナダ植民地総督に着任した。
カナダでは1841年のアッパー・カナダとローワー・カナダが統合されて連合カナダ植民地となっていた。この統合はローワー・カナダに多いフランス系住民をイギリス系住民が圧倒・吸収することを目指したものだったが、当時のカナダの政治情勢はそのような意図が実現できる状態ではなかった。それを見て取ったエルギン伯爵は、1848年にカナダ東部 (旧ローワーカナダ)のルイ・ラフォンテーヌとカナダ西部 (旧アッパーカナダ)のロバート・ボールドウィンに共同組閣を依頼し、カナダ共同首相に就任してもらって責任政府を立ち上げた。
自由貿易信奉者であるエルギン伯爵は、カナダの殖産興業に努め、自国と競合する方向性を打ち出した。また英系住民と仏系住民の対立の緩和のため、カナダ公文書には英語・フランス語双方を認め、彼自身もカナダ議会では英語フランス語双方の言葉で演説した。
またアメリカ合衆国との関係を重視し、1854年6月5日にはアメリカ国務長官ウィリアム・マーシーとの間に小麦、穀物、家禽類、魚類、羊毛・木綿、鉱石・貴金属などの商品取引、セントローレンス川やミシガン湖の航行権などを取り決めた。
またカナダ総督在任中の1849年11月13日に連合王国貴族爵位のエルギンのエルギン男爵に叙され、貴族院議員に列している。
1854年12月にエドムンド・ウォーカー・ヘッド準男爵と交代して英国へ帰国した。

### アロー戦争 天津条約まで
1856年10月に清でアロー号事件が発生。英国首相の第3代パーマストン子爵ヘンリー・テンプルはこれを機に清政府に更なる市場開放を迫る南京条約改正を狙い、1857年春の総選挙に勝利して議会から中国出兵の許可を得た後、1857年3月25日にエルギン伯を中国に送る特命全権使節に任じた。
エルギン伯はフランスに渡って英仏軍共同での中国出兵を確認した後、5月9日に5000人の遠征軍とともに中国へ出発した。しかしその間にインドでセポイの反乱が発生したため、6月3日にエルギン伯がシンガポールに到着した際、インド総督チャールズ・カニングの要請で中国遠征軍の一部をカルカッタへ送ることになった。そのため7月2日に香港に到着した際にエルギン伯が率いる中国遠征軍は1500人規模まで縮小されていた。本国の外相第4代クラレンドン伯爵ジョージ・ヴィリアーズもインド危機の前には中国遠征など二義的な問題であるとして、当面武力行使は広東に限定して北京への進攻は見合わせるようエルギン伯爵への訓令を修正した。
10月16日にフランス特命全権使節ジャン・バティスト・ルイ・グロが香港に到着し、11月からはインドの補充部隊も到着して英仏連合軍5600人、汽走砲艦30隻から成る戦力が整った。東インド艦隊司令長官サー・マイケル・シーモア提督が抗英闘争の激化で撤退を余儀なくされた河南の再占領を決定したエルギン伯は12月12日に広東入城許可、条約義務履行、損害賠償支払いを求める最後通牒を清政府に発した。
清側の両広総督の葉名琛にそれを受諾する権限はなかったため、英軍はただちに河南を占領して11月28日に広東砲撃を開始し、翌日に陥落させると英仏連合軍5700人が上陸して広東を占領した。1858年2月12日にエルギン伯は北京に照会を送り、3月末までに上海において条約改正交渉を開始することを要求したが、清側は交渉窓口は広東のみという姿勢を崩さなかった。その時の英海軍は占領下広東やその他条約港の権益保護に忙殺されていて北京まで進撃するのは困難な状況だったが、エルギン伯は北航が遅れて清政府にあなどられることを恐れて北京への武力行使を決定した。
インドの反乱や広東抗英闘争の余波で吃水の浅い小型汽走砲艦の白河口への結集が遅れた上、エルギン伯とシーモア提督の間で意見対立が発生し、なかなか戦略が決まらなかったが、5月18日になって白河封鎖と天津侵攻の方針が決まった。その2日後に英仏軍は大沽砲台を占領し、5月30日にはエルギン伯とグロは天津に到着することができた。
6月26日に清政府との間に天津条約を締結し、北京に公使を駐在させること、キリスト教布教を公認すること、国内河川航行権を許可すること、賠償金支払い、アヘン輸入公認などを清政府に認めさせた。しかし北京での皇帝との会見や天津に占領軍を駐屯させることは求めず、6週間後には全軍を南方へ撤収させた。これは天津に占領軍を置けるほど戦力的余裕がなかったことと、依然として広東は英軍占領下にあるから、それによって清政府に対する条約履行強制力は確保できるという考えに加え、太平天国の乱が激化する中、北京を占領して清朝の威信を傷つければ清朝そのものが崩壊する恐れが高かったことがある。たとえ衰退する専制封建主義体制であっても、イギリスにとって中国貿易を保証する「安定した中央政府」の存在は不可欠だったのである。

### 日本との通商条約

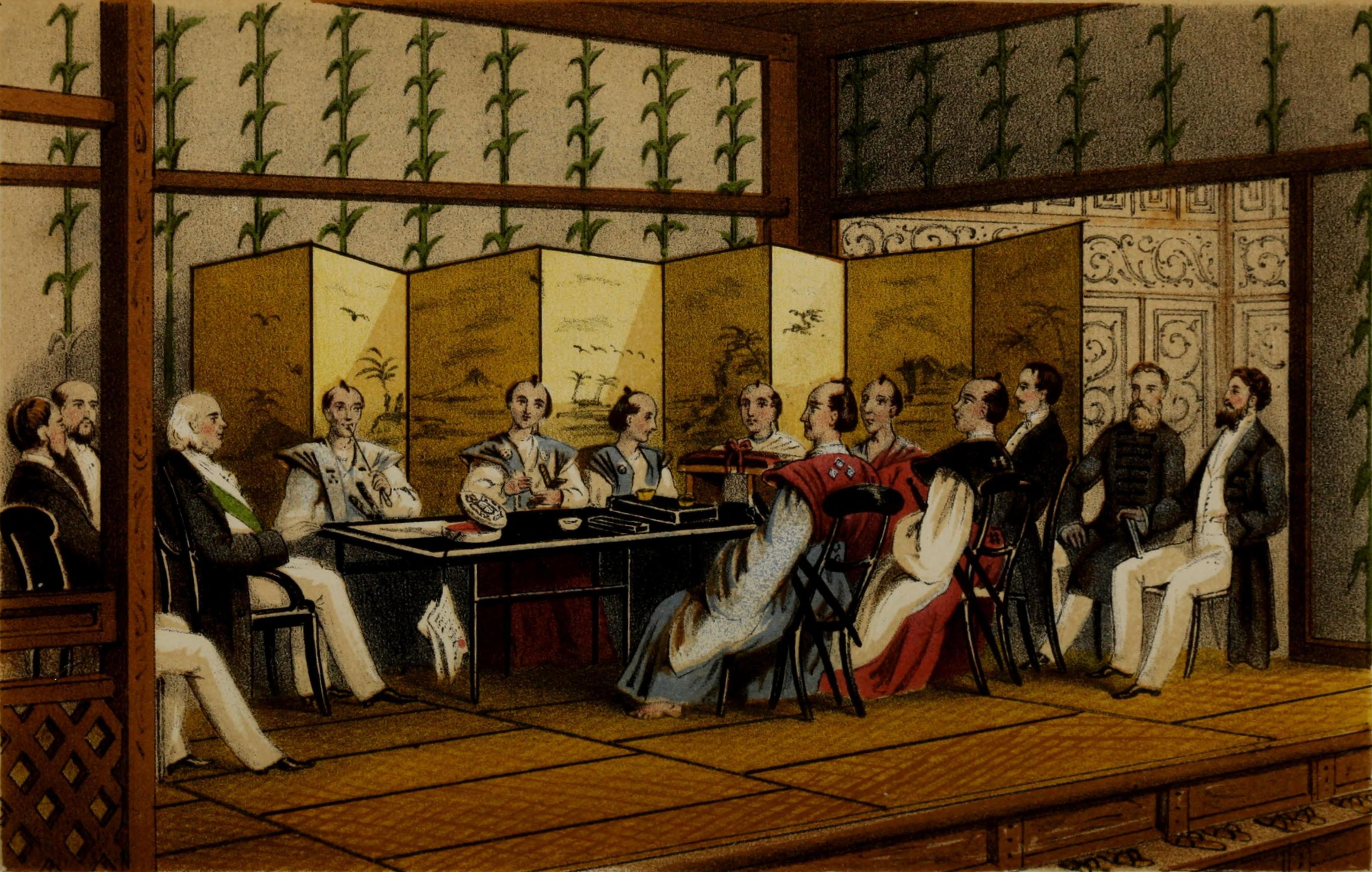
江戸幕府と条約交渉を行うエルギン伯を描いた絵画

大英帝国外相クラレンドン伯の訓令によりエルギン伯には日本と通商条約を締結する役目も与えられていた。そのため1858年7月6日に天津を退去したエルギン伯は日本へ向かうことになった。7月30日に上海を4隻の艦隊で出発、8月3日（安政5年6月24日）に長崎に到着、8月12日（7月4日）には品川沖に停泊した。
エルギン伯の日本遠征には当初東インド艦隊司令長官シーモア提督も十分な海軍力を率いて同行する予定であった。ところがシーモア提督は訓令を無視して10隻以上の艦船を上海から香港へ帰還させ、自身も一時長崎に寄港したもののすぐに香港へ引き返してしまった。そのためエルギン伯に率いられて日本にやってきた艦船はわずかに蒸気船3隻、蒸気フリゲート艦レトリビューション号、フュリアス号、リー号、そして江戸幕府に贈呈した快速船エンペラー号だけという大国イギリスとしては貧弱な戦力となった。それでもエルギン伯はもし締結を拒むなら50隻の艦船を率いて戻ってくることになるだろうと江戸幕府を脅迫して、8月26日には日英修好通商条約を締結することに成功した。江戸に駐在公使を置くこと、下田・箱館・長崎・新潟・兵庫を開港して江戸と大阪を開市し、駐在領事を置くこと、輸出・輸入に制限は設けないこと、駐日英国民の領事裁判権を認めること、信教の自由を尊重すること、日本側には関税自主権はないことなどを認めさせた。
一度中国へ戻らねばならないという時間的制約がある中、条約交渉が清政府に対するそれより容易に進んだこともあって、日本に対してはいい印象をもって離日したようである。「この忌まわしい東洋に着任して以来、愛惜の念をもって離れる唯一の土地」と友人への手紙の中で書いている。

### アロー戦争 北京条約まで

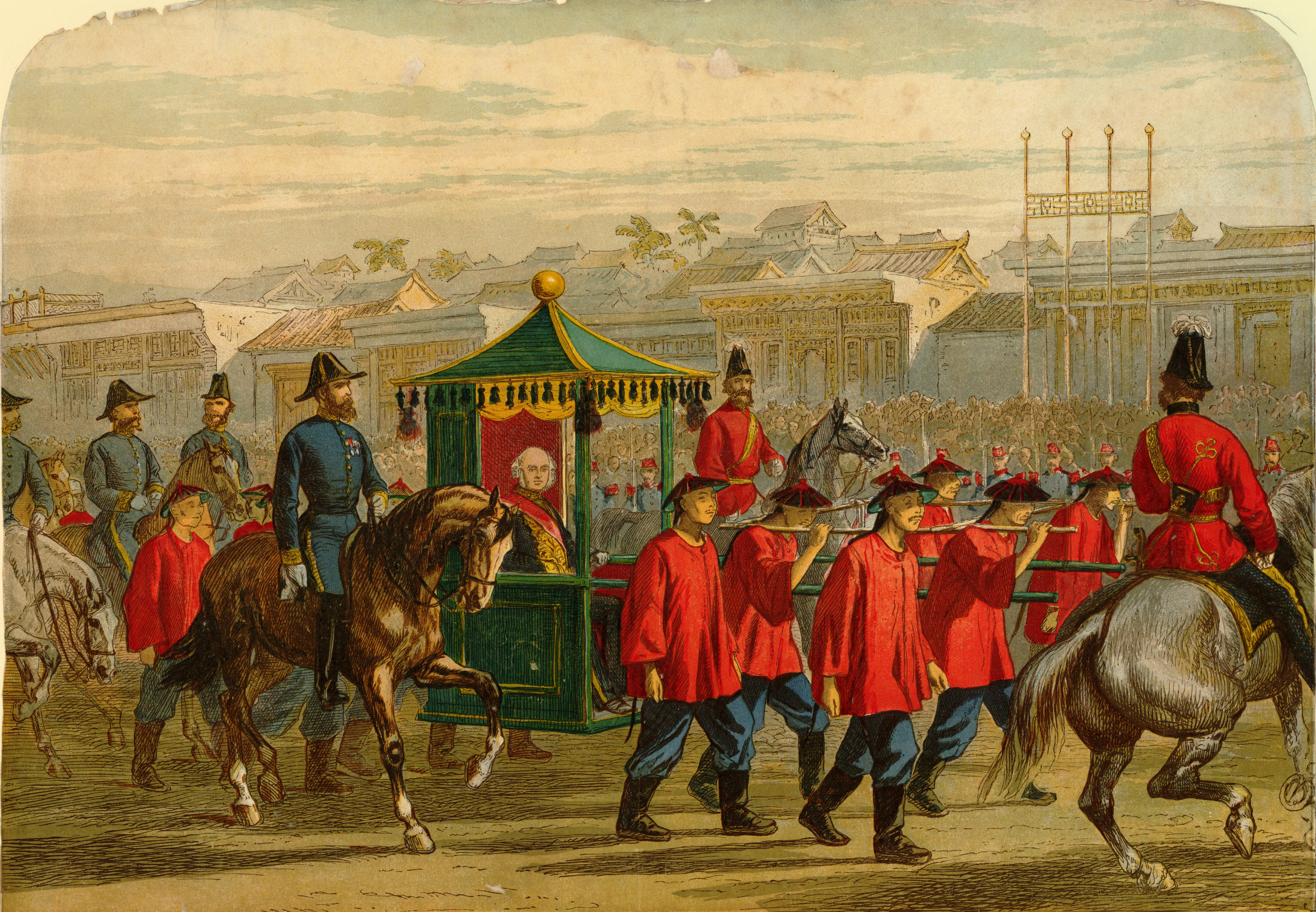
北京に入城するエルギン伯を描いた絵画

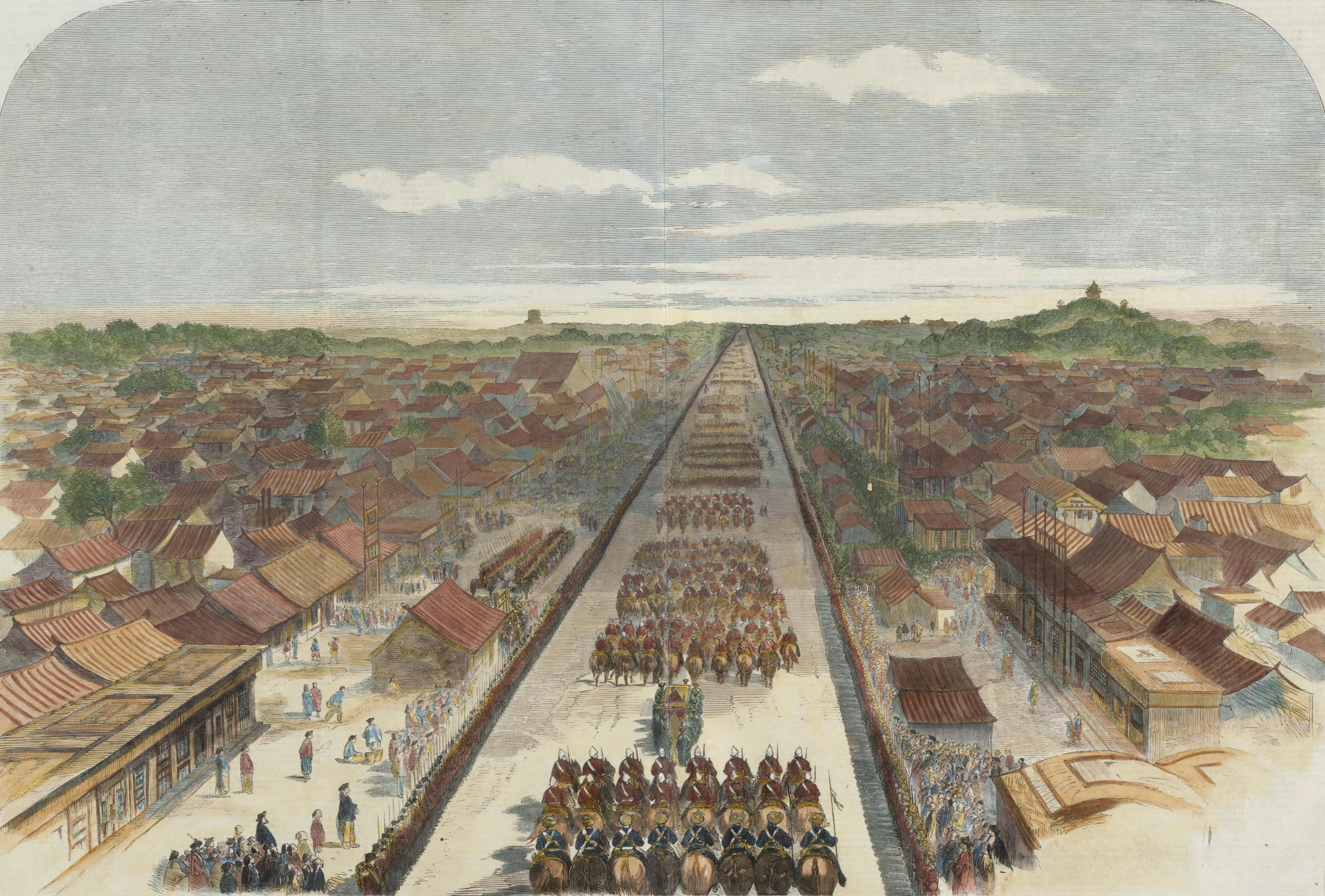
北京に入城するエルギン伯を描いた絵画

日本を離れ、1858年9月3日に上海に戻ったエルギン伯は、上海会議において税率改定、内地通過税の限定、アヘン貿易の合法化を内容とする通商章程善後条約を清政府との間に締結した。天津条約で開港された揚子江流域の鎮江、九江、漢口を視察した後、1859年3月にイギリスへの帰国の途に就いた。
帰国後、エルギン伯はパーマストン子爵内閣の郵政長官に就任した。また1859年には、秘書のローレンス・オリファントが中国・日本滞在中の記録をまとめた本を出版した（下記の日本語訳『エルギン卿遣日使節録』は、日本滞在の部分のみ）。
ところが、清政府にとって天津条約は英仏連合軍の北京進攻を防ぐための便宜的手段でしかなかったから、その後も条約を守ろうとしなかった。特に公使の北京駐留、内地旅行、内港開港については実行する意思をまるで見せなかった。そのため英仏連合軍は再度武力行使する必要に迫られた。
1860年3月8日に英仏両国は清政府に最後通牒を発し、4月にはエルギン伯とグロが再度特命全権使節に任命されて中国に派遣された。この時にはインド反乱も鎮圧されていたためカルカッタから大規模な戦力を集めることができ、7月末までにはイギリス軍1万3000人・艦船70隻、フランス軍7000人・艦船30隻という中国遠征軍が整えられた。英仏連合軍は8月31日には再度大沽砲台を占領。連合軍は8月24日の天津交渉と9月18日の通州交渉をいずれも破談させ、交渉場所を徐々に北京へ近づけていき、ついに北京を無血占領した。この際にエルギン伯はイギリス人捕虜が虐待された報復として円明園を破壊させた。
10月24日に清政府との間に北京条約を調印し、天津条約の批准書を交換した。賠償金増額、新たに天津の開港、九竜半島割譲などを清政府に認めさせた。
1861年4月に再びイギリスへ帰国した。

### インド総督
帰国後一か月もたたないうちにカニングの後任としてインド副王兼総督に任命され、1862年3月にカルカッタに着任した。
ジャマイカやカナダの統治と同様にスコットランド啓蒙主義と自由貿易主義を旨としてインド統治に臨んだ。母国スコットランド人の技師をインドに招来し、運河・道路・湾岸・鉄道などインフラ建設を押し進めた。特に鉄道はカルカッタを中心とした鉄道網ネットワークを提唱するなど熱心に取り組んだ。エルギン伯が招来したスコットランド技師たちはインドから中国・日本・オーストラリア・ニュージーランドにも流れていった。
またパンジャーブ州のシク教徒が中国遠征で勇戦したことを考慮してシクを重用する人事を行った。
カルカッタの酷暑に耐えられず、1863年2月には避暑地シムラへ移り、9月まで同地に滞在した。その帰途にパンジャーブ州・ダラムシャーラーで心筋梗塞を起こして死去した。もっとも在任期間の短いインド総督だった。爵位は長男のヴィクター・ブルースが継承した。

## 栄典

### 爵位
1841年11月14日の父トマス・ブルースの死去により以下の爵位を継承した。
- 第8代エルギン伯爵 (8th Earl of Elgin)
(1633年6月21日の勅許状によるスコットランド貴族爵位)
- 第12代キンカーディン伯爵 (12th Earl of Kincardine)
(1647年12月26日の勅許状によるスコットランド貴族爵位)
- キンロスの第8代ブルース卿 (8th Lord Bruce of Kinloss)
(1633年6月21日の勅許状によるスコットランド貴族爵位)
- トーリーの第12代ブルース卿 (12th Lord Bruce of Torry)
(1647年12月26日の勅許状によるスコットランド貴族爵位)

1849年11月13日に以下の爵位を新規に叙される。
- エルギンの初代エルギン男爵 (1st Baron Elgin, of Elgin)
(勅許状による連合王国貴族爵位)

### 勲章
- 1847年、シッスル勲章ナイト (Knight, Order of the Thistle. KT)[4][27]
- 1858年、バス勲章ナイト・グランド・クロス (Knight Grand Cross, Order of the Bath. GCB)[4][27]
- 1862年、インドの星勲章ナイト・コンパニオン(Knight Companion,Order of the Star of India. KSI)[27]

### その他名誉職
- 1854年-1863年、ファイフ統監[27]
- 1857年、枢密顧問官(Privy Counsellor. PC)[4][27]

## 家族
1841年4月22日、保守党の庶民院議員チャールズ・カミング＝ブルースの娘エリザベス・メアリー・カミング＝ブルース(Elizabeth Mary Cumming-Bruce,生年不詳-1843)と最初の結婚をした。彼女との間に以下の娘を儲けた。
- 第1子(長女)エルマ・ブルース(Lady Elma Bruce, 生年不詳-1923) - 自由党の政治家第5代サーロー男爵（英語版）トマス・ホヴェル＝サーロー＝カミング＝ブルース（英語版）と結婚

最初の妻エリザベスはエルギン伯がジャマイカ総督として着任した後、ジャマイカにおいて急逝。
1846年にホイッグ党急進派の政治家の初代ダラム伯爵ジョン・ラムトンの娘メアリー・ルイーザ・ラムトン(Lady Mary Louisa Lambton, 生年不詳-1898)と再婚。彼女との間に以下の3男を儲けた。
- 第2子(長男)ヴィクター・アレグザンダー・ブルース(Victor Alexander Bruce,1849-1917) - 第9代エルギン伯爵位を継承。自由党の政治家。
- 第3子(次男)ロバート・プレストン・ブルース（英語版）(Hon. Robert Preston Bruce, 1851-1893) - 自由党の庶民院議員
- 第4子(三男)フレデリック・ジョン・ブルース(Hon. Frederick John Bruce, 1854-1920)

## 本人・関係者の記録（訳書）
- 『エルギン卿 中国日本使節日記』、セオドア・ウォルロンド編、山本秀峰編訳、露蘭堂、2021年

本人の書簡および日記。付録にオリファント「エルギン卿中国日本使節録」書評
- ローレンス・オリファント『エルギン卿 遣日使節録』、岡田章雄訳、新異国叢書 第I輯9：雄松堂出版、1968年、新版1991年ほか。著者は当時英国公使館員
- 『オズボーン 日本への航海』、島田ゆり子訳、新異国叢書 第Ⅲ輯4：雄松堂出版、2002年
- オズボーン『日本の断章　江戸絵師に見る歴史と旅』、山本秀峰編訳、露蘭堂、2022年（図版多数）

シェラード・オズボーン（英国海軍士官で旗艦・フューリアス号艦長）による随行記。